# 施度·基達
施度·基達（法語：Seydou Keita，發音：[sɛdu kɛjta]；1980年1月16日—）是一名馬里已退役足球運動員。曾在西甲豪门巴塞罗那效力四个赛季，随队获得诸多荣誉。基達是一位多才多藝的中場球員，可擔任正中場和防守中場。另外基達也持有法國的護照。

## 外部連結
- （法文） Profile and Pictures of Seydou Keita on Sitercl.com （页面存档备份，存于）